# Grancia Benedettina di Sanguigna
Die Grancia Benedettina di Sanguigna ist ein Renaissancepalast in Colorno in der italienischen Region Emilia-Romagna. Er liegt in der Nähe der Kirche Sanguigna.

## Geschichte
Ein erstes Hofgebäude wurde zusammen mit der benachbarten Kirche San Salvatore in der Bulle von Papst Lucius II. vom 17. März 1144 als „Ecclesiam S. Salvatoris de Sangunineo cum castro et curte“ erwähnt. Das heutige Aussehen der Grangie stammt aus dem 15. und dem Beginn des 16. Jahrhunderts.
Sowohl die Grangie als auch die Kirche San Salvatore gehörten dem Kloster San Giovanni Evangelista von Parma bis 1810. Dann ging sie nach der Unterdrückung der religiösen Orden auf Geheiß Napoleons in Privatbesitz über.
Es handelte sich um ein Landgut, eine Dependance des Klosters, die eine eigene Verwaltung hatte. Das zum Komplex gehörende Anwesen umfasste 786 Biolche Land, aufgeteilt auf sieben Höfe: San Benedetto, San Bertoldo, San Raimondo, Santa Chiara, San Romualdo, San Bertulfo und Sant’Anselmo. Jeder der Höfe war mit einem Wohnhaus, Stallungen und einer Käserei versehen.

## Beschreibung
Das Gebäude hat zwei Stockwerke und erstreckt sich über drei Seiten eines Innenhofes, der mit Ziegeln und Terrakotta gepflastert ist. Auf der Innenseite der drei Baukörper, aus denen die Anlage besteht, öffnen sich im Erdgeschoss Loggien; der mittlere Teil des Gebäudes ist gegenüber den beiden Seitenflügeln erhöht. Die Grangie stammt aus der Zeit zwischen dem Ende des 15. Jahrhunderts und dem Beginn des 16. Jahrhunderts. Der Teil auf der linken Seite der Kirche San Salvatore ist der, dessen originales Aussehen am besten erhalten geblieben ist. Der letzte Baukörper mit Laubengängen und Loggien und der letzte Anbau, der das Landhaus des Besitzers enthält, stammen aus dem 17. und 18. Jahrhundert. An der Außenwand zeigt es eine mit Gesims versehene Anschrägung und eine Treppe mit einem kleinen Balkon darüber. Im Inneren liegen ein langer Korridor mit seitlichen Räumen und die Küche. Dort findet sich auch die kleine Kapelle, auf deren Gewölben es Dekorationen im Stil der Galli da Bibiena gibt. Früher war die Anlage mit einem Schutzgraben umgeben.
Vor der Anlage an der Zufahrtsstraße steht ein Turm, der heute als Lager dient, früher aber mit einer Zugbrücke ausgestattet war, die Zugang zum Hof gewährte. An einigen Stellen gibt es noch den originalen Rahmen mit Eiern aus Terrakotta. Gedeckt ist der Turm mit einem Satteldach und unten hat er eine Anschrägung mit einem Rahmen aus Stieren darüber.